# 기타야마가타역
기타야마가타역(일본어: 北山形駅)은 일본 야마가타현 야마가타시에 위치한 동일본 여객철도의 철도역이다. 오우 본선의 소속 철도역이며, 야마가타 선 구간에 포함되어 있다. 아테라자와 선이 이 역을 기점으로 하고 있으며, 센잔 선의 열차도 직결 운행되고 있다.

## 타는 곳
| 1 | ■ 야마가타 선   | (상행) | 야마가타 · 요네자와 · 후쿠시마 방면            |
| 1 | ■ 야마가타 선   | (하행) | 덴도 · 사쿠란보히가시네 · 무라야마 · 신조 방면 |
| 2 | ■ 야마가타 선   |        | 대피선 (하루 하행 1대 · 상행 2대)              |
| 3 | ■ 센잔 선       | (상행) | 야마데라 · 사쿠나미 · 센다이 방면              |
| 3 | ■ 센잔 선       | (하행) | 야마가타 행                                    |
| 4 | ■ 센잔 선       | (상행) | 야마데라 · 아야시 · 센다이 방면 (하루 1대)     |
| 5 | ■ 아테라자와 선 | (상행) | 야마가타 행 (하루 2대)                         |
| 6 | ■ 아테라자와 선 | (상행) | 야마가타 행                                    |
| 6 | ■ 아테라자와 선 | (하행) | 사가에 · 아테라자와 방면                       |

## 이용 현황
| 연도   | 하루 평균 |
| ------ | --------- |
| 1994년 | 1,110     |
| 1995년 | 1,610     |
| 1996년 | 1,620     |
| 1997년 | 1,500     |
| 1998년 | 1,480     |
| 1999년 | 1,510     |
| 2000년 | 1,647     |
| 2001년 | 1,622     |
| 2002년 | 1,708     |
| 2003년 | 1,731     |
| 2004년 | 1,697     |
| 2005년 | 1,662     |
| 2006년 | 1,634     |
| 2007년 | 1,613     |
| 2008년 | 1,620     |
| 2009년 | 1,629     |
| 2010년 | 1,621     |
| 2011년 | 1,547     |
| 2012년 | 1,538     |

## 역 주변
- 야마가타 시 육상 경기장
- 가조 공원
- 마미가사키 강

## 인접 역
| 동일본 여객철도 오우 본선     | 동일본 여객철도 오우 본선     | 동일본 여객철도 오우 본선    |
| ----------------------------- | ----------------------------- | ---------------------------- |
| 야마가타 야마가타 방면        | ■ 야마가타 선                 | 우젠치토세 신조 방면         |
| 동일본 여객철도 센잔 선       |                               |                              |
| 우젠치토세 센다이 방면        | ■ 센잔 선 '쾌속 A·B·C · 보통' | 야마가타                     |
| 동일본 여객철도 아테라자와 선 |                               |                              |
| 야마가타                      | ■ 아테라자와 선               | 히가시카나이 아테라자와 방면 |